# Chicanná
Chicanná (del maya: Chi'kaannaj: Chi, boca; kaan, serpiente; naj, casa. La casa de la boca de la serpiente.), es una zona arqueológica maya correspondiente al periodo clásico, ubicada en el sureste del estado de Campeche, municipio de Calakmul, en la Península de Yucatán, México.El sitio es un ejemplo del eclecticismo en el estilo constructivo de los monumentos mayas. Los edificios tienen refinados elementos arquitectónicos y decorativos que también se encuentran en Río Bec, en los Chenes y en la región Puuc, hacia el norte de la península. No hay pirámides grandes pero el rico ornato de sus construcciones destacando los monumentales mascarones del dios Itzamná sugiere que Chicanná fue un centro ceremonial destinado al uso o la presencia de las élites regionales cuya capital era la ciudad de Becán.

## Ubicación
Chicanná está ubicado en el sureste del estado de Campeche dentro del municipio de Calakmul en un área con abundantes sitios y yacimientos mayas, se encuentra a aproximadamente 2 km de la zona de Becán y muy cercano también a las zonas arqueológicas de Xpujil, Xuch, Channa, Okolhuitz y Xaxbil.

## Arquitectura
La extensión territorial de Chicanná es relativamente menor a sitios aledaños, la zona arqueológica se divide en 5 grupos arquitectónicos integrados por varios edificios monumentales finamente decorados con elementos religiosos alusivos a deidades mayas importantes entre los que se encuentran mascarones zoomorfos con la representación del dios Itzamná abriendo sus fauces a modo de entrada a los templos, algunos con una serie de mascarones en forma de columna en los costados representando a Cháak', el dios maya de la lluvia. El estilo arquitectónico predominante del sitio es el estilo Río Bec el cual adquirió durante su apogeo en el periodo clásico, aunque también se pueden observar influencias y rasgos constructivos del estilo Puuc y del estilo Chenes.  

### Estructura II
La estructura II consta de un edificio sobre una plataforma con 8 habitaciones cuya fachada y entrada principal esta meticulosamente decorada con un monumental mascarón representando el rostro del dios Itzamná, quien dentro de la mitología maya ostenta gran nivel de jerarquía, en este se muestran la cara gigante de esta deidad con sus fauces abriéndose dando la impresión de dar acceso a la estructura siendo su boca la entrada, teniendo encima su nariz y una expresión imponente en la mirada así como una plataforma con colmillos y una serie de mascarones del dios Cháak' en las esquinas superiores. En el mascarón se conservan restos de pintura mural que indican que este monumento originalmente estaba pintado de un tono rojo intenso.
Dentro de la zona también se encuentra un chultún el cual consiste en un depósito prehispánico de agua utilizado en la antigüedad como un sistema para abastecer de este líquido a los habitantes de Chicanná.

## Historia
La historia de Chicanná abarca una larga temporalidad que comienza en el final del periodo preclásico medio y el preclásico tardío entre los años 300 a. C. al 200 d. C., donde muestra las primeras evidencias de una temprana ocupación como asentamiento prehispánico  d. C. La zona tendría su apogeo y mayor esplendor hasta el periodo Clásico medio y el Clásico tardío entre los años 600 al 1000 d. C., periodo donde se edificaron sus construcciones monumentales principales y experimentaría un gran crecimiento arquitectónico vinculado a su estatus como suburbio dependiente de la ciudad de Becán, la cual representaba el mayor poder político de la región Río Bec durante ese periodo. A diferencia de la gran mayoría de sitio de Río Bec, Chicanná también registra actividad hasta el periodo posclásico temprano en el año 1100.
La zona de Chicanná permaneció oculta en la selva hasta que fue descubierta en 1969 por el arqueólogo Jack D. Eaton durante una larga expedición arqueológica en el sur de Campeche.